# Assemblea legislativa di Rio de Janeiro
L'Assemblea legislativa dello stato di Rio de Janeiro (in portoghese: Assembleia Legislativa do Estado do Rio de Janeiro; ALERJ) è il parlamento unicamerale dello stato fluminense.
L'Assemblea è formata da 70 deputati statali eletti tramite sistema proporzionale a lista aperta per un mandato di quattro anni.
La sede del parlamento è presso palazzo Tiradentes, in passato sede del Congresso nazionale.